# Фаліон Наталя Іванівна
Наталя Іванівна Фаліон (нар. 18 листопада 1958, П'ятничани) — українська співачка, педагог та культурна діячка. Заслужений працівник культури України (2019).

## Життєпис
Наталя Фаліон народилася 18 листопада 1958 року в селі П'ятничанах, нині Гуківської громади Кам'янець-Подільського району Хмельницької области України.
Закінчила Київський інститут культури (1979). У 1991-му при П'ятничанському Будинку культури створила аматорський театр «Бабине літо», в 1993 році — ансамбль «Бабине літо». Працювала директором музичної школи в смт Скалі-Подільській Чортківського району, де очолювала ансамбль «Забава».
У 2013 році перемогла на шоу «Україна має талант» разом з «Лісапетним батальйоном» (об'єднаний того ж року ансамбль «Забави» і «Бабиного літа»).

## Альбоми
- «Машина-звір і баба-грім» (2011),
- «Сама файна» (2013),
- «Баби-голубоньки» (2015),
- «Найкраще» (2016)
- «Хелоу, Европа» (2016),
- «Сільський феншуй» (2017),
- «Я не така, як всі» (2018),
- «Самі модні на селі» (2019),
- «Антивірусний» (2021),
- «Я і ти з України» (2022).
- «Баби Рулять»(2023)
- «Мелодія мого серця» (2024)

## Нагороди
- заслужений працівник культури України (22 січня 2019) — за значний особистий внесок у державне будівництво, зміцнення національної безпеки, соціально-економічний, науково-технічний, культурно-освітній розвиток Української держави, вагомі трудові досягнення, багаторічну сумлінну працю[1].
- ювілейна медаль «20 років незалежності України» (21 січня 2012) — за вагомі особисті заслуги у державотворчій, соціально-економічній, культурно-освітній діяльності, сумлінне і бездоганне служіння Українському народові та з нагоди Дня Соборності та Свободи України[2].

## Особисте життя
Була одружена (нині вдова), має 2 дітей.[джерело?]